# وليام توماس بريند
وليام توماس بريند (بالإنجليزية: William Thomas Brande)‏ هو كيميائي بريطاني عاش بين 11 يناير 1788 و11 فبراير 1866.

## حياته
ولد وليام توماس بريند في لندن عام 1788. بعد مغادرته لمدرسة ويستمنستر تتلمذ على يد أخيه للعمل في مجال المداواة، حيث كان يريد دراسة الطب. لكن المطاف انتهى به بدراسة الكيمياء. عيّن عام 1812 بروفيسوراً للكيمياء في الجمعية العمومية الطبية قبل أن يعين خلفاً لهمفري ديفي في الجمعية الملكية. بداية من عام 1823 تخصص بريند في قسم الصباغة والسك.
توفي عام 1866 في تنبريدج ويلز Tunbridge Wells.

## أعماله
نشر وليام توماس بريند كتاب الدليل في الكيمياء Manual of Chemistry عام 1819، كما ساهم في كتابة قاموس العلوم والأدب والفن Dictionary of Science, Literature and Art عام 1842.
شارك وليام بريند في محاضرات عيد الميلاد التي كانت تنظمها الجمعية الملكية وذلك بمواضيع مختلفة عن الكيمياء وذلك في أعوام 1834 و 1836 و 1839 و 1842 و 1844 و 1847 و 1850. شملت هذه المواضيع كيمياء الغازات والغلاف الجوي وكيمياء عناصر الكيمياء العضوية بالإضافة إلى كيمياء الفحم.